# Buramsan
Buramsan är ett berg i Sydkorea. Det ligger i den norra delen av landet, 15 km nordost om huvudstaden Seoul. Toppen på Buramsan är 508 meter över havet, eller 373 meter över den omgivande terrängen. Bredden vid basen är 4,2 km.
Terrängen runt Buramsan är kuperad åt nordväst, men åt sydost är den platt. Runt Buramsan är det mycket tätbefolkat, med 1 517 invånare per kvadratkilometer. Närmaste större samhälle är Seoul, 14,9 km sydväst om Buramsan. I omgivningarna runt Buramsan växer i huvudsak blandskog.